# Aram Ateszian
Aram Ateszian (ur. 1 stycznia 1954 w Silvan) – duchowny Apostolskiego Kościoła Ormiańskiego, od 1999 Wielki Zakrystian Katedry Patriarchatu Konstantynopola (druga osoba po patriarsze, pełniący funkcję biskupa pomocniczego i duszpasterza Ormian w Turcji). Sakrę otrzymał w 1999 roku z rąk Karekina II. Ma tytuł arcybiskupa.